# Emmanuel Kanon Rozario
Emmanuel Kanon Rozario (ur. 8 lutego 1963 w Pabna) – bangladeski duchowny rzymskokatolicki, biskup diecezjalny Barisal od 2022.

## Życiorys
Święcenia kapłańskie przyjął 28 grudnia 1993 i został inkardynowany do diecezji Rajshahi. Pracował głównie jako duszpasterz parafialny. W latach 2007–2018 był pracownikiem seminarium w Dhaka, a w latach 2012–2018 był jego rektorem. W 2021 mianowany wikariuszem generalnym diecezji.
21 czerwca 2022 papież Franciszek mianował go biskupem diecezji Barisal. Sakry udzielił mu 19 sierpnia 2022 arcybiskup Bejoy Nicephorus D’Cruze.